# Novela ligera

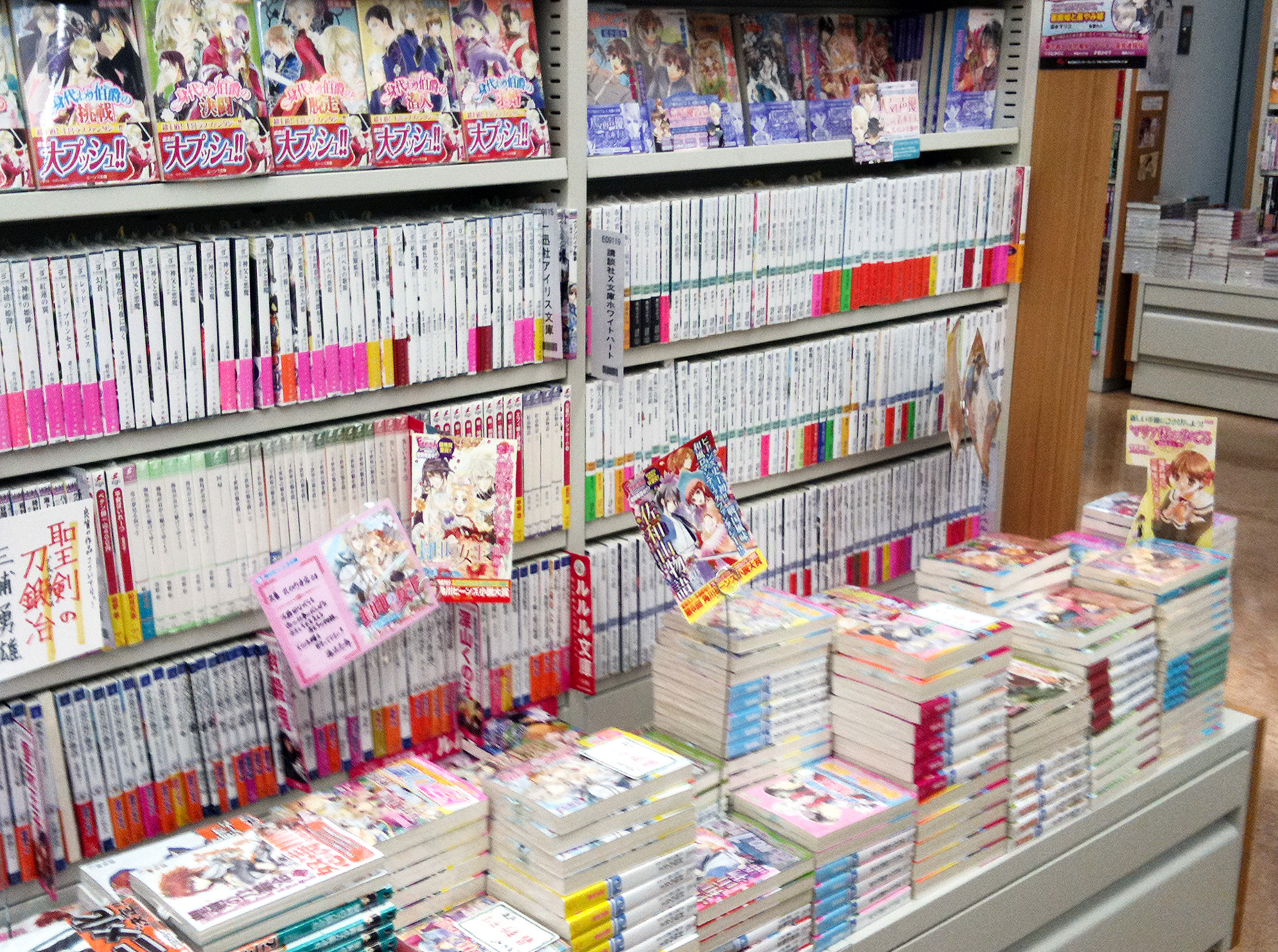
Espacio con novelas ligeras

Una novela ligera (ライトノベル raito noberu?), también llamada ranobe (ラノベ?) es un género literario típico japonés caracterizado por ser redactado con gramática simple. El término es un wasei-eigo —término japonés inventado a partir de palabras del idioma inglés— de «light novel». Este género ha adquirido recientemente una gran popularidad en su país natal, y con frecuencia se usa para adaptar éxitos de manga o películas, aunque también puede ocurrir el caso inverso(Se escribe primero Novela Ligera. y después su adaptación al manga). "La novela ligera se caracteriza por tener un estilo pensado para lectura rápida. Suelen tener una extensión que oscila entre la 35.000 y 50.000 palabras y al texto le suele acompañar entre 5 o 10 ilustraciones de estilo manga, para ambientar alguna escena del libro.".
El formato impreso  es el  (A6, 10.5 cm × 14.8 cm [4.1 in × 5.8 in]) en Japón se llama Bunkobon. Las novelas ligeras están sujetas a calendarios de publicación densos, y las nuevas entregas se publican en intervalos de 3 a 9 meses.
Primeras obras "Se estima que fue entre 1975 y 1980, cuando aparecieron las primeras novelas de Yoshiki Tanaka tituladas “La leyenda de los Héroes Galácticos” y “La Heroica Leyenda de Arslan”."También no hay que confundir novela ligera con manga. El manga se basa principalmente en las ilustraciones para contar la historia con muy poco texto".
La mayoría de novelas ligeras se publican por entregas en periódicos y revistas con determinadas tramas para mantener interesado al lector, y cuando son editadas de forma independiente llegan a tener una recopilación extensa de Tankōbons (recopilación de capítulos de una sola serie). En idioma español este tipo de distribución es denominado "folletín".
Estos textos es el más común material impreso en idioma japonés dirigido a un grupo demográfico joven, como es probable que estos todavía no dominen la lectura de los 2136 kanjis del Jōyō kanji, el autor de novelas ligera (o cualquier texto dirigido a lectores en idioma japonés) debe considerar como balancear los múltiples sistemas de escritura utilizados para escribir japonés.
No hay restricción en cuanto a la extensión (en tomos y páginas) de una novela ligera; pueden llegar a ser múltiples tomos según las intenciones del autor.
Comparado con las novelas occidentales, estas suelen tener títulos inusualmente largos para que el lector sepa el tipo de historia que trata.

## Historia
La literatura popular tiene una larga tradición en Japón. Aunque las "pulp novels" baratas, parecidas a las novelas ligeras, estuvieron presentes en Japón durante años antes, algunos consideran que la creación de Sonorama Bunko en 1975 es un comienzo simbólico.Escritores de ciencia ficción y terror como Hideyuki Kikuchi o Baku Yumemakura comenzaron sus carreras a través de este tipo de huellas.Otro origen es la serialización de Record of Lodoss War en la revista Comptiq.[10] Kim Morrissy de Anime News Network informó que a Keita Kamikita, el operador del sistema de un foro de ciencia ficción y fantasía, generalmente se le atribuye haber acuñado el término "novela ligera" en 1990.Después de notar que las novelas de ciencia ficción y fantasía que habían surgido en la década de 1980 también atraían a los fanáticos del anime y el manga debido a sus ilustraciones de artistas de manga famosos, Kamikita evitó usar términos como "adulto joven" porque las novelas no atraían a un grupo demográfico en particular.
La década de 1990 vio la exitosa serie Slayers que fusionaba elementos de juegos de rol de fantasía con comedia. Algunos años más tarde, MediaWorks fundó un sello pop llamado Dengeki Bunko, que produce series de novelas ligeras muy conocidas hasta el día de hoy.La serie Boogiepop fue su primer gran éxito, que pronto fue animada y despertó el interés de muchos espectadores de anime en la literatura.
Los escritores de Dengeki Bunko continuaron ganando atención lentamente hasta que el mundo de las novelas ligeras pequeñas experimentó un auge alrededor de 2006. Después del gran éxito de la serie Haruhi Suzumiya, el número de editores y lectores interesados en las novelas ligeras se disparó repentinamente.
Las novelas ligeras se convirtieron en una parte importante de la cultura 2D japonesa a finales de la década de 2000, con series como A Certain Magical Index vendiendo grandes cantidades de copias con cada lanzamiento de volumen.Cada año aumenta el número de series de novelas ligeras, generalmente ilustradas por los artistas más famosos de pixiv y las obras más exitosas se adaptan al manga, anime, juegos y películas de acción real.
Desde mediados de la década de 2000, se ha vuelto cada vez más popular entre los editores contactar a los autores de ficción web en su blog o sitio web para publicar su trabajo en forma impresa. El material suele estar muy editado e incluso puede incluir una historia alterada, lo que podría obligar a alguien que ya lo haya leído en línea a comprar también la versión impresa.El sitio web gratuito de publicación de novelas Shōsetsuka ni Narō es una fuente popular de dicho material. Obras populares como Sword Art Online, That Time I Got Reincarnated as a Slime, Overlord, Re:Zero y KonoSuba fueron originalmente novelas web populares con las que un editor se puso en contacto para distribuir y publicar esas historias en formato impreso.

## Detalle
Las novelas ligeras son una evolución de las revistas Pulp. Para apelar a su audiencia, en la década de 1970, muchas de las revistas Pulp japonesas ya habían cambiado del clásico estilo al popular estilo de cubiertas anime, comenzaron a poner ilustraciones al inicio de cada historia e incluir artículos sobre animes populares, películas y videojuegos. La narrativa evolucionó para apelar a las nuevas generaciones y adoptar un estilo completamente orientado a las ilustraciones. Las series populares son impresas como novelas.
Frecuentemente, se eligen novelas ligeras para ser adaptadas a ser anime, manga y películas de acción en vivo, y algunas de ellas son serializadas.